# Gangsters: Organized Crime
Gangsters: Organized Crime is een strategiespel van spelontwikkelaar Hothouse Creations voor de PC. Het spel werd uitgegeven op 30 november 1998 door Eidos Interactive. In totaal werden er meer dan 500.000 exemplaren van het spel verkocht.
Het spel speelt zich af tijdens de drooglegging in een fictieve voorstad van Chicago, New Temperance.

## Gameplay
Het spel kan gespeeld worden op twee manieren, via een verhaallijn of via de openwereld-modus, waarbij laatstgenoemde spelmodus een grote vrijheid en variatie biedt. In de verhaallijn krijgt men doelstellingen die behaald dienen te worden. Nadat deze behaald zijn, gaat men naar een volgend level alwaar er nieuwe doelstellingen behaalt dienen te worden. Dit gaat zo verder totdat men de laatste doelstelling behaald heeft, de stad onder complete bevel hebben. Dit kan uiteindelijk illegaal (de enige overgebleven gangsterbaas) of legaal (burgemeester worden) zijn. Zodra men een spel in de openwereld-modus start, wordt er automatisch een stad gegenereerd door middel van procedurele generatie, dit zorgt ervoor dat er nooit in exact dezelfde stad wordt speelt.

## Handleiding
Bij de eerste uitgave van het spel werd een zeer uitgebreide handleiding geleverd. Deze was aan de voorzijde versierd, en op de achterzijde stond een echt krantenstuk over de "St. Valentines Day Massacre", een gebeurtenis die plaatsgevonden heeft op 14 februari 1929. Dit handleidingsboekje is een gewild object voor verzamelaars van game-handleidingen.

## Platinum Editie
Enkele maanden na de release van het spel werd er een platinum versie uitgegeven. Deze versie bestond uit het spel, inclusief de update patch 4. Daarnaast stond er ook Acrobat Reader 4.05 en demo's van Thief Gold, Thief 2, Tomb Raider III, en Tomb Raider 4 op. Bij deze versie werd geen handleidingsboekje meegegeven.